# Бенедикт II
Бенедикт II або Венедикт II (лат. Benedictus; ? — 8 травня 685) — вісімдесят перший папа Римський (26 червня 683—8 травня 685), походив з римського роду Савеліїв. Добився від візантійського імператора Костянтина IV відмови від права на затвердження новообраного папи. Опікувався відновленням зруйнованих храмів.